# موزائیک (مرورگر)
اِن‌سی‌اِس‌اِی موزاییک (انگلیسی: NCSA Mosaic) یک مرورگر وب متوقف‌شده است که نقش مهمی در محبوبیت شبکه جهانی وب و اینترنت در دهه ۱۹۹۰ ایفا کرد، چون توانست محتوای چندرسانه‌ای مانند متن و تصاویر را با هم یکپارچه کند.
اگرچه موزاییک نخستین مرورگر وب نبود (پیش از آن مرورگرهایی مانند ورلدوایدوب، Erwise و ViolaWWW وجود داشتند)، اما اولین مرورگری بود که تصاویر را به صورت درون‌خطی همراه با متن (نه در پنجره‌ای جداگانه) نمایش می‌داد.
این مرورگر از پروتکل‌های مختلف اینترنتی مانند اچ‌تی‌تی‌پی، اف‌تی‌پی، ان‌ان‌تی‌پی و گوفر پشتیبانی می‌کرد. رابط کاربری ساده، قابلیت اطمینان، پشتیبانی از رایانه‌های شخصی و نصب آسان از جمله عواملی بودند که به محبوبیت اولیه موزاییک کمک کردند.